# Rhomphaea urquharti
Rhomphaea urquharti là một loài nhện trong họ Theridiidae.
Loài này thuộc chi Rhomphaea. Rhomphaea urquharti được Elizabeth Bangs Bryant miêu tả năm 1933.